# Ermes di Andro
L'Ermes di Andro (in greco Ερμής της Άνδρου) è una statua in marmo raffigurante il dio Ermes, messaggero degli dèi e dio dei commerci. Rinvenuta sull'isola greca di Andro nel 1832, due anni dopo la conclusione della guerra d'indipendenza greca, fu inizialmente esposta presso il Museo archeologico nazionale di Atene, per poi essere trasferita al Museo archeologico di Andros, dove è attualmente conservata.

## Storia
La statua fu ritrovata nel 1832 da un uomo, Demetrios Loukrezis, che si trovava a scavare in un appezzamento di terreno di sua proprietà, in corrispondenza del sito dell'antica agorà di Andro; in contemporanea all'Ermes, fu rinvenuta anche la statua acefala di una donna riccamente vestita. L'anno seguente il primo ministro Spiridon Trikoupis annunciò la scoperta delle statue sul periodico settoriale Bullettino dell'Instituto di Corrispondenza Archeologica. Nel 1841, durante la sua visita ad Andro, il re Ottone di Grecia ordinò che le sculture fossero collocate nel neocostituito Museo nazionale (all'epoca ospitato nel Tempio di Efesto, anche erroneamente noto come Thēsêion), dopo aver pagato una somma di denaro a Loukrezis.
Nelle vicinanze del sito dove furono trovati l'Ermes e la statua di donna sorgeva un santuario, probabilmente dedicato al culto degli eroi; lì fu anche scoperta un'iscrizione onorifica, databile intorno al 65, in cui venivano menzionati Egnatia Maximilla e Publius Glitius Gallus, benefattori della città durante l'impero di Nerone. La presenza dell'iscrizione è sufficiente a far associare le due sculture a tali soggetti. Sebbene la datazione corrisponda pressoché all'anno di realizzazione della statua femminile (del tipo "Piccola Ercolanese"), l'Ermes di Andro è presumibilmente una produzione precedente. Si è ipotizzato che la statua della divinità sia stata riutilizzata solo in un secondo momento congiuntamente all'altra statua (cosa peraltro comune per le statue raffiguranti Ermes).
Nel 1981, la statua fu riportata ad Andro, dove è conservata presso il museo archeologico dell'isola.

## Descrizione

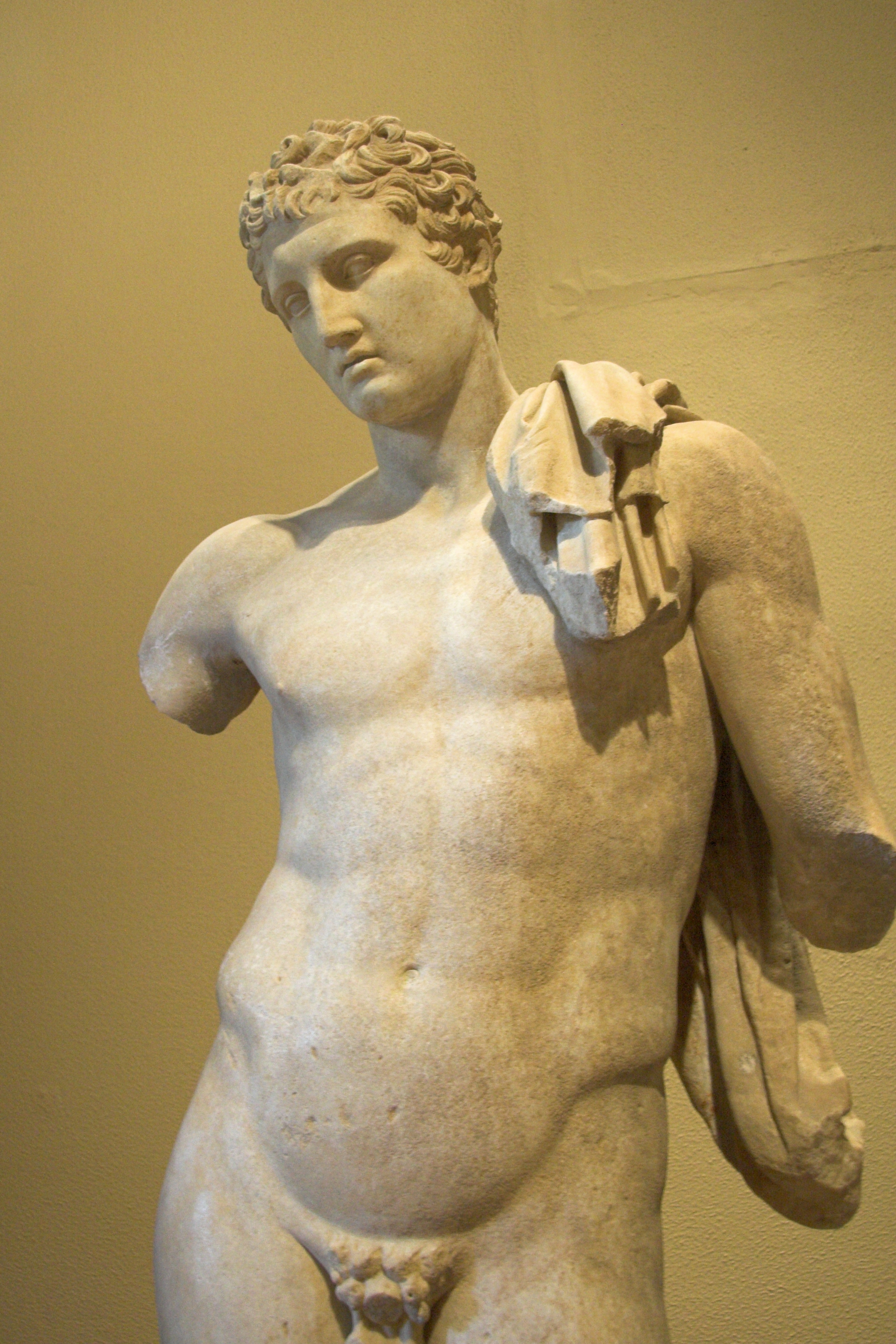
Veduta ravvicinata della statua.

Alta circa 219 centimetri, la statua - più grande della grandezza naturale e realizzata in marmo pario - è considerata di grande pregio artistico: si tratta di una realizzazione datata tra il I secolo a.C. e il I secolo d.C., ipotizzando sia presumibilmente una delle numerose copie di una scultura precedente. L'originale si riteneva fosse riconducibile allo stile del Lisippo; tuttavia, l'artista che l'ha scolpita doveva appartenere alla scuola di Prassitele, così come risulta evidente se si paragona l'Ermes con il gruppo di Ermes con Dioniso (che quindi riconduce la datazione dell'originale al 360 a.C. circa).
L'opera fu ritrovata priva di braccia e di gambe sotto alle ginocchia - soltanto in seguito restaurate e reintegrate. Il giovane dio è nudo, la clamide si posa sulla sua spalla sinistra e cade dietro all'altezza del fianco. La posizione chiastica porta il peso ad essere scaricato sulla gamba destra, mentre la sinistra è leggermente piegata. Alla destra della figura è presente un supporto, scolpito nella forma di tronco d'albero, attorno a cui è avvolto un grande serpente. La testa di Ermes è rivolta a destra. Nel complesso, la composizione della versione di Andro è riconducibile allo stile "Farnese" dell'Ermes Pio-Clementino, di cui costituisce uno degli esempi meglio conservati.
Il confronto con altre versioni, in particolar modo con quella conservata al British Museum, può chiarire come sarebbe dovuto apparire se avesse conservato anche le parti mancanti: la mano destra, sotto al gomito, poggiava sul fianco, mentre il tessuto mancante si avvolgeva attorno al braccio sinistro e cadeva liberamente accanto ad esso. Ermes probabilmente teneva tra le mani il caduceo, il simbolo più noto della divinità, e indossava ai piedi i sandali (che nel restauro non sono stati scolpiti).
La maestria e l'armonia che traspaiono dalla scultura sono state ampiamente elogiate, facendo reputare l'Ermes come una delle più raffinate statue greche conservate. Presenta la naturalezza, la delicatezza e la grazia che mancano all'Ermes di Atalanti (altra celebre statua di Ermes, in marmo pentelico), la quale non è prassitelica, ma ha piuttosto caratteristiche lisippee.